# Magdalene
Magdalene (estilizado em letra maiúscula) é o segundo álbum de estúdio da cantora e compositora inglesa FKA Twigs. Foi lançado em 8 de novembro de 2019 pela Young Turks.

## Antecedentes
Em 9 de setembro de 2019, a FKA Twigs (Tahliah Barnett) anunciou que seu segundo álbum de estúdio Magdalene seria lançado em 25 de outubro; a encomenda do álbum e a lista de faixas foram disponibilizadas no mesmo dia. A capa do álbum foi desenhada pelo artista inglês Matthew Stone.
Barnett escreveu em um comunicado de imprensa anunciando seu segundo álbum de estúdio:

Eu nunca pensei que o desgosto pudesse ser tão abrangente. Nunca pensei que meu corpo pudesse parar de funcionar a tal ponto que não conseguia me expressar fisicamente da maneira que sempre amei e encontrei tanto consolo. Eu sempre pratiquei o meu caminho para ser o melhor que pude ser, mas desta vez não pude fazer, fiquei sem opção a não ser desfazer todos os processos. Mas o processo de fazer este álbum me permitiu, pela primeira vez, e da maneira mais real, encontrar compaixão quando eu estava no meu estado mais gracioso, confuso e fraturado. Parei de me julgar e naquele momento encontrei esperança em Madalena. Para ela, sou eternamente grata.

## Promoção

### Singles
O single principal "Cellophane" foi lançado em 24 de abril de 2019. O segundo single "Holy Terrain", com o rapper americano Future, foi lançado em 9 de setembro. "Home With You" foi lançado em 7 de outubro após a data de lançamento do álbum ter sido adiada de 25 de outubro para 8 de novembro.

## Lista de faixas
| N.º            | Título                            | Compositor(es)                                                                                     | Duração |  |
| 1.             | "Thousand Eyes"                   | FKA Twigs Nicolas Jaar                                                                             | 5:00    |  |
| 2.             | "Home with You"                   | Ethan P. Flynn FKA Twigs                                                                           | 3:44    |  |
| 3.             | "Sad Day"                         | Koreless Cashmere Cat Nicolas Jaar Skrillex benny blanco Noah Goldstein FKA Twigs                  | 4:15    |  |
| 4.             | "Holy Terrain" (featuring Future) | Poo Bear Nicolas Jaar Koreless FKA Twigs Jack Antonoff Sounwave Future Petar Lyondev Skrillex Arca | 4:03    |  |
| 5.             | "Mary Magdalene"                  | Cashmere Cat Nicolas Jaar benny blanco FKA Twigs                                                   | 5:21    |  |
| 6.             | "Fallen Alien"                    | Cy An Arthur Timothy Jones Milton Biggham Ethan P. Flynn Nicolas Jaar FKA Twigs                    | 3:58    |  |
| 7.             | "Mirrored Heart"                  | Koreless Cy An Ethan P. Flynn FKA Twigs                                                            | 4:32    |  |
| 8.             | "Daybed"                          | Oneohtrix Point Never FKA Twigs                                                                    | 4:31    |  |
| 9.             | "Cellophane"                      | FKA Twigs Jeff Kleinman Michael Uzowuru                                                            | 3:24    |  |
| Duração total: | Duração total:                    | Duração total:                                                                                     | 38:48   |  |

Notas
- ↑[a]  significa um produtor adicional
- ↑[b]  significa um produtor vocal
- Todos os títulos das faixas são estilizados em letras minúsculas.